# مارک بولا
مارک بولا (انگلیسی: Marc Bola؛ زادهٔ ۹ دسامبر ۱۹۹۷) ورزشکار فوتبال است.
از باشگاه‌هایی که در آن بازی کرده‌است می‌توان به باشگاه فوتبال آرسنال، باشگاه فوتبال بریستول راورز، و باشگاه فوتبال نوتس کانتی اشاره کرد.